# Olympische Winterspiele 1960/Teilnehmer (Chile)
| Gelbes Symbol für Goldmedaillen mit stilisierten Olympischen Ringen | Graues Symbol für Silbermedaillen mit stilisierten Olympischen Ringen | Braundes Symbol für Bronzemedaillen mit stilisierten Olympischen Ringen |
| ------------------------------------------------------------------- | --------------------------------------------------------------------- | ----------------------------------------------------------------------- |
| —                                                                   | —                                                                     | —                                                                       |

Chile nahm an den Olympischen Winterspielen 1960 im US-amerikanischen Squaw Valley mit einer Delegation von fünf männlichen Athleten teil.
Seit 1948 war es die vierte Teilnahme Chiles an Olympischen Winterspielen.

## Flaggenträger
Vicente Vera trug die Flagge Chiles während der Eröffnungsfeier in der Blyth Arena.

## Teilnehmer nach Sportarten

### Ski Alpin
Herren:
- Hernán Boher
Abfahrt: 38. Platz – 2:26,7 min
Riesenslalom: 56. Platz – 2:28,5 min
Slalom: 28. Platz – 2:47,1 min
- Francisco Cortés
Abfahrt: 31. Platz – 2:20,8 min
Riesenslalom: 46. Platz – 2:14,3 min
Slalom: disqualifiziert
- Victor Tagle
Abfahrt: 39. Platz – 2:26,9 min
Slalom: disqualifiziert
- Mario Vera
Riesenslalom: 36. Platz – 2:06,8 min
- Vicente Vera
Abfahrt: 32. Platz – 2:24,5 min
Riesenslalom: 38. Platz – 2:07,7 min
Slalom: disqualifiziert

## Weblink
- Olympiamannschaft Chiles 1960 in der Datenbank von Sports-Reference (englisch; archiviert vom Original)